# Carlia tetradactyla
Carlia tetradactyla là một loài thằn lằn trong họ Scincidae. Loài này được O'Shaughnessy mô tả khoa học đầu tiên năm 1879.